# Pavao Deutsch
Pavao Deutsch  (Zagreb, 23. lipnja 1897. – Zagreb, 24. travnja 1948.) bio je hrvatski arhitekt židovskog podrijetla.
Sin je poznatog arhitekta Julija Deutscha. Diplomirao je na Visokoj tehničkoj školi u Beču, a doktorirao u Zagrebu.
S drugim arhitektom i graditeljem, Aleksandrom Freudenreichom 1923. osniva atelijer „Freudenreich & Deutsch, arhitekti i graditelji“.  Autori su više javnih (hrvatski domovi, škole, bolnice) i privatnih građevina po Hrvatskoj. Najpoznatije djelo im je hotel Astoria u Zagrebu (Petrinjska ulica).

## Vanjske poveznice
- Deutsch, Pavao Hrvatska tehnička enciklopedija, portal hrvatske tehničke baštine. LZMK